# 뷔퐁의 바늘

바늘 는 선을 가로지르고, 바늘 는 그렇지 않다.

뷔퐁의 바늘(프랑스어: L'aiguille de Buffon)은 18세기에 뷔퐁 백작이 처음 제기한 문제이다.
너비가 모두 같은 평행한 목재 널빤을 깔아 만든 마루가 있을 때, 그 마루 위에 바늘을 떨어뜨린다. 바늘이 널빤과 널빤 사이의 선을 가로지를 확률은 얼마인가?
뷔퐁의 바늘은 최초의 기하확률론 문제이다. 적분기하를 이용해 풀 수 있으며, 바늘의 길이가 널빤의 너비보다 크지 않을 때, 몬테카를로 방법을 사용하면 원주율을 근사할 수 있다. 다만 이것은 뷔퐁이 본래 의도한 결과는 아니었다.

## 풀이
문제를 보다 수학적인 용어로 다시 풀면 이렇다.
길이 {\displaystyle l}의 바늘이 {\displaystyle t} 간격의 평행선들로 이루어진 평면에 떨어질 때, 바늘이 선을 가로지를 확률은 얼마인가?
바늘 가운데에서 가장 가까운 평행선까지의 거리를 {\displaystyle x}라 하고, 바늘과 평행선들이 이루는 각도를 {\displaystyle \theta }로 정의한다.
범위 {\displaystyle x=\left[0,{t \over 2}\right]}의 균등확률분포함수는
{\displaystyle {\begin{cases}{\frac {2}{t}}&:\ 0\leq x\leq {\frac {t}{2}}\\0&:{\text{elsewhere.}}\end{cases}}}
범위 {\displaystyle \theta =\left[0,{\pi  \over 2}\right]}의 균등확률분포함수는
{\displaystyle {\begin{cases}{\frac {2}{\pi }}&:\ 0\leq \theta \leq {\frac {\pi }{2}}\\0&:{\text{elsewhere.}}\end{cases}}}
두 확률변수 {\displaystyle x,\theta }가 독립이므로 결합분포는
{\displaystyle {\begin{cases}{\frac {4}{t\pi }}&:\ 0\leq x\leq {\frac {t}{2}},\ 0\leq \theta \leq {\frac {\pi }{2}}\\0&:{\text{elsewhere.}}\end{cases}}}
고로 바늘이 선을 가로지를 조건은 다음과 같다.
{\displaystyle x\leq {\frac {l}{2}}\sin \theta .}
그리고 결과는 조건에 따라 두 가지로 나뉜다.

### 짧은 바늘
{\displaystyle l<t}일 때, 결합확률분포함수를 적분하면
{\displaystyle P=\int _{\theta =0}^{\frac {\pi }{2}}\int _{x=0}^{(l/2)\sin \theta }{\frac {4}{t\pi }}\,dx\,d\theta ={\frac {2l}{t\pi }}.}
이 결과는 "뷔퐁의 국수"를 이용해서 도출할 수도 있다.

### 긴 바늘
{\displaystyle l>t}일 때, 결합확률분포함수를 적분하면
{\displaystyle \int _{\theta =0}^{\frac {\pi }{2}}\int _{x=0}^{m(\theta )}{\frac {4}{t\pi }}\,dx\,d\theta ,}
이때 {\displaystyle m(\theta )}은 범위 {\displaystyle \theta =\left[{l \over 2}\sin \theta ,{t \over 2}\right]}의 최솟값이다.
상기 적분을 수행하면 {\displaystyle t<l}일 때, 바늘이 선을 가로지를 확률은
{\displaystyle {\frac {2l}{t\pi }}-{\frac {2}{t\pi }}\left\{{\sqrt {l^{2}-t^{2}}}+t\sin ^{-1}\left({\frac {t}{l}}\right)\right\}+1}
또는
{\displaystyle {\frac {2}{\pi }}\cos ^{-1}{\frac {t}{l}}+{\frac {2}{\pi }}{\frac {l}{t}}\left\{1-{\sqrt {1-\left({\frac {t}{l}}\right)^{2}}}\right\}.}
두 번째 표현의 경우, 제1항은 바늘이 적어도 한 개의 선과 겹치게 되는 각도가 나올 확률을 나타낸다. 제2항은 바늘이 위치에 따라 선과 겹칠 수도 있고 안 겹칠 수도 있을 때 그 위치가 겹치는 위치가 될 확률을 나타낸다.

## 같이 보기
- 베르트랑의 역설 (확률)